# Années 1620
Les années 1620 couvrent la période de 1620 à 1629.

## Événements
- 1619, Indonésie : fondation de Batavia à Java ; la Compagnie néerlandaise des Indes orientales; créée en 1602, s'installe à Amboine en 1605, puis supplante définitivement les Portugais en Insulinde en s'emparant de Malacca en 1641[1]. En 1621, devant la résistance des habitants des îles Banda à la collecte des épices, le gouverneur hollandais Coen agit avec violence. Dans les îles Lontor, Run et Rosagain, les Hollandais exterminent presque toute la population mâle et réduisent les femmes et les enfants en esclavage[2].
- 1620 : les Pilgrim Fathers, puritains anglais arrivent en Amérique et fondent la colonie de Plymouth[3].
- 1620-1624 : expédition du Cosaque Demid Pianda en Sibérie sur la Léna à partir de Touroukhansk ; en 1632 Piotr Beketov fonde Iakoutsk. La Iakoutie est intégrée officiellement à la Russie[4].
- 1620-1630 : Alger, port barbaresque, reçoit 936 prises et les prisonniers arrivent par milliers. Ils sont vendus sur les marchés aux esclaves. Au XVIIe siècle, leur nombre aurait atteint 35 000 pour la seule ville d’Alger. Certains sont utilisés pour des travaux ou des emplois domestiques, mais ils sont de plus en plus considérés comme une source de rançon. Une bonne partie est réexpédiée vers l’Europe pour y être vendue à des prix plus intéressants qu’au Maghreb. Ce commerce est aux mains des Livournais ou des Juifs[5].
- 1621 :
  - la colonie marocaine de Tombouctou et de Gao est délaissée par le Sultan du Maroc. Tombouctou est pillée par les Bambara et les Maures[6].
  - le négus d’Éthiopie Sousnéyos se convertit au catholicisme ; il doit rétablir la religion nationale et abdiquer en 1632[7].
- 1622-1624 : soulèvement du Lotus Blanc au Shandong[8].
- 1623-1639 : troisième guerre turco–séfévide[9].
- 1624-1661 : colonisation néerlandaise de Formose (Taïwan)[10].
- 1626-1629 : expéditions Hollandaises au Brésil. Les corsaires Jacob Willekens et Piet Hein pillent les côtes du Brésil[11].
- 1626-1633 : tentatives françaises de colonisation de la Guyane[12].
- 1627-1628 : une sécheresse au Shaanxi marque le début d'un soulèvement paysan conduit par un berger, Li Zicheng qui met fin à la dynastie Ming[13]
- 1629, Mozambique : soumission du mwene Mutapa (Monomotapa) aux Portugais[14].

### Europe
- 1620 : bataille des Ponts-de-Cé[15].
- 1620-1621 : guerre polono-turque[16] conclue par la bataille de Khotin[17].
- 1620-1629 : poursuite de la guerre de Trente Ans ; victoire de Tilly à la bataille de la Montagne-Blanche (1620)[18].Mansfeld marche de la Bohême au Palatinat, de l’Alsace jusqu’à la Frise avec une armée sans solde. L’Allemagne est désormais traversée presque sans répit par des soldats, suivis par des trains de bagages et de munitions, de femmes, de prostitués et d’enfants venus de tous les coins d’Europe[19]. Mère Courage, par exemple, traîne sa carriole, de 1620 à 1646, de la Pologne à la Bavière, de la Moravie au cœur de l’Allemagne en passant par l’Italie[20]. Philippe IV d'Espagne met la main sur le duché de Juliers (1621) et la Valteline (1622). Tilly s'empare du Palatinat (1622). Christian IV de Danemark intervient en Allemagne du Nord (1625-1629)[21].
- 1620-1640 : Portugal : au cours de cinquante autodafés organisés par trois tribunaux d'Inquisition, 162 nouveaux chrétiens sont brûlés. 2 000 conversos comparaissent de 1633 à 1640[22].
- 1620-1626 : guerre de la Valteline[23].
- 1621-1648 : reprise de la guerre entre la Hollande et l'Espagne à l'expiration de la trêve de douze ans. Les Espagnols de Spinola assiègent Berg-op-Zoom en 1622 puis s'emparent de Bréda en 1625. Les Hollandais prennent Groenlo (1627), Bois-le-Duc (1629), Venlo, Roermond et Maastricht (1632)[13].
- 1621-1629 : rébellions huguenotes en France. Siège de La Rochelle (1627-1628). La décennie est une période de conflit entre l'autorité royale et les huguenots qui s'achève par la chute de La Rochelle et la paix d'Alès[24].
- 1622 : mise en place de la congrégation de « Propaganda Fide », future congrégation pour l'évangélisation des peuples[25].
- Vers 1625 : plus de 150 jésuites en Grande-Bretagne[26].
- 1626-1629 : guerre entre la Pologne et la Suède[27].
- 1627 : l’exercice du catholicisme devient obligatoire en Bohême[28].
- 1628-1631 : guerre de Succession de Mantoue[13].

## Personnalités significatives
- Abbas Ier le Grand
- Alexandre de Rhodes
- Francis Bacon
- Christian IV de Danemark
- Jan Pieterszoon Coen
- Frédéric V du Palatinat
- Frédéric-Henri d'Orange-Nassau
- Gabriel Bethlen
- Jacques Ier d'Angleterre ⋅
- Ernst von Mansfeld ⋅
- Pierre Minuit
- Nurhachi
- Nûr Jahân
- Gaspar de Guzmán, comte d'Olivares
- Gottfried Heinrich von Pappenheim
- Philippe IV d'Espagne
- Armand Jean du Plessis de Richelieu
- Shâh Jahân
- Sigismond III de Pologne
- Ambrogio Spinola
- Jean t'Serclaes, comte de Tilly